# Navalvillar de Pela
Navalvillar de Pela – miasto w Hiszpanii, we wspólnocie autonomicznej Estremadura. W 2007 liczyło 4816 mieszkańców.